# 四花早熟禾
四花早熟禾（学名：Poa tetrantha）为禾本科早熟禾属下的一个种。